# Srednja Tušimlja
Srednja Tušimlja (izvirno srbsko Средња Тушимља) je naselje v Srbiji, ki upravno spada pod Mesto Novi Pazar; slednja pa je del Raškega upravnega okraja.

## Demografija
V naselju, katerega izvirno (srbsko-cirilično) ime je Средња Тушимља, živi 37 polnoletnih prebivalcev, pri čemer je njihova povprečna starost 60,6 let (58,1 pri moških in 63,1 pri ženskah). Naselje ima 19 gospodinjstev, pri čemer je povprečno število članov na gospodinjstvo 2,11.
To naselje je popolnoma srbsko (glede na rezultate popisa iz leta 2002), a v času zadnjih treh popisov je opazno zmanjšanje števila prebivalcev.
|  |

| Demografija | Demografija     | Demografija     |
| Leto        | Št. prebivalcev | Št. prebivalcev |
| ----------- | --------------- | --------------- |
|             |                 |                 |
|             |                 |                 |
|             |                 |                 |
|             |                 |                 |
| 1948        | 172             |                 |
| 1953        | 179             |                 |
| 1961        | 177             |                 |
| 1971        | 140             |                 |
| 1981        | 89              |                 |
| 1991        | 55              | 55              |
| 2002        | 40              | 40              |
|             |                 |                 |

| Etnična sestava po popisu iz leta 2002 | Etnična sestava po popisu iz leta 2002 | Etnična sestava po popisu iz leta 2002 | Etnična sestava po popisu iz leta 2002 | Etnična sestava po popisu iz leta 2002 |
| -------------------------------------- | -------------------------------------- | -------------------------------------- | -------------------------------------- | -------------------------------------- |
| Srbi                                   | Srbi                                   |                                        | 40                                     | 100,0%                                 |
| Neznano                                | Neznano                                |                                        | 0                                      | 0,0%                                   |